# 防具 (剣道)

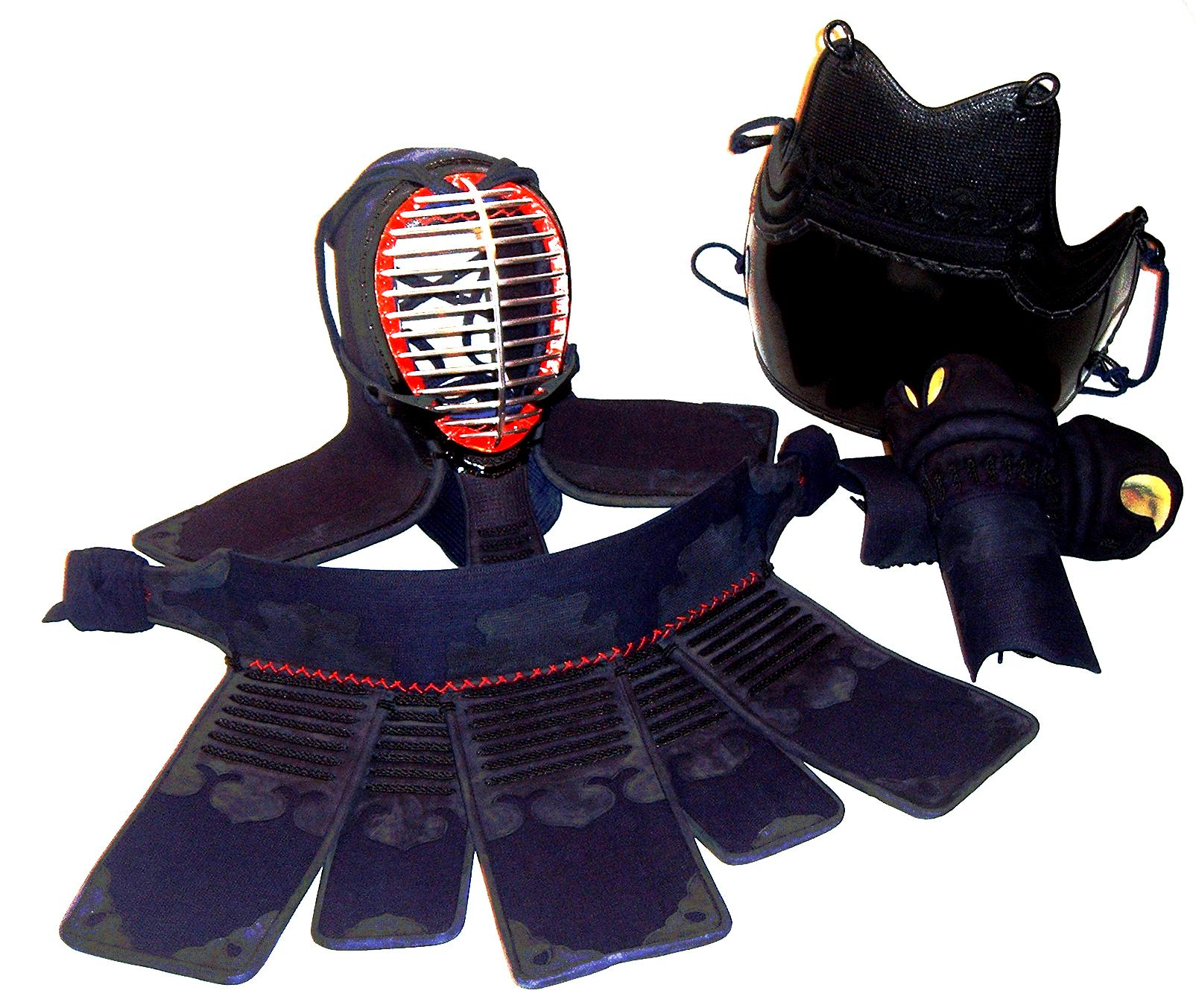
剣道に用いられる防具
左上：面、右上：胴
左下：垂、右下：小手

防具（ぼうぐ）は、剣術・剣道の稽古で打突を受ける、体の保護具のこと。なぎなた、槍術、銃剣道、短剣道、逮捕術、日本拳法、防具付き空手などでも同様または類似の防具が用いられる。全日本剣道連盟の規定においては、正式名称を剣道具（けんどうぐ）という。ただし文部科学省は防具と呼称している。

## 歴史

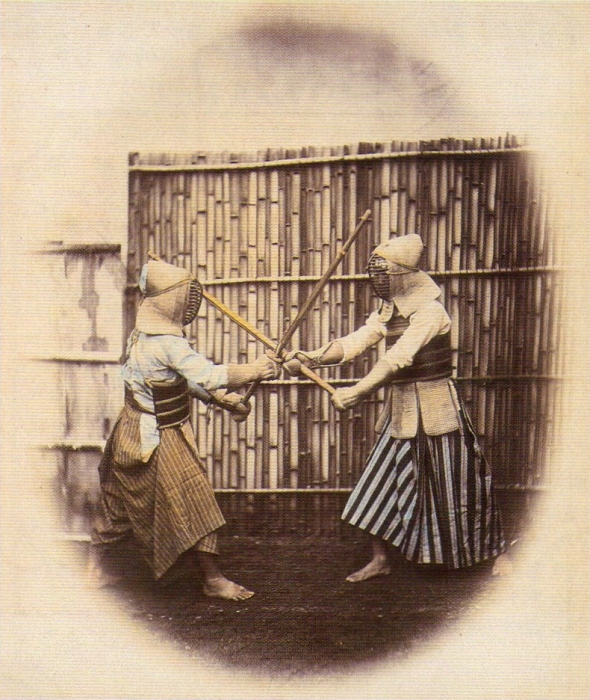
幕末期の防具（F・ベアト撮影）

防具の原形は江戸時代中期（17世紀半ば）頃から直心影流剣術などで存在したが、現在に近い形の防具が完成したのは江戸時代後期になってからである。鎧並びに兜を基として、携帯性や着装時の動きやすさを吟味した上で形状・材質等の改良が重ねられてゆき、現在の様式へと変化した。防具の発達にともない竹刀（四つ割り竹刀）が考案され、木刀による形稽古に代わり竹刀による試合形式の打ち込み稽古が主流になっていった。幕末に来日した写真家フェリーチェ・ベアトの記述によると、竹刀の打ち合いから激しい組み討ちとなると、先に相手の面を脱がせた方が勝ちになったとあり、防具としての面以外に、面（兜）を脱がす＝討ち取るといった実戦見立ても含まれていたことがわかる。
「防具」という語は江戸時代に使われた形跡はなく、「道具」もしくは「武具」「具足」「竹具足」と呼ばれていた。武道史研究者の中村民雄によれば、「防具」という語の初見は明治22年（1889年）の『陸軍剣術教範』であり、昭和30年（1955年）の『広辞苑』初版（新村出著、岩波書店）や昭和34年（1959年）の『大漢和辞典』（諸橋轍次著、大修館書店）に載っていないことから、「明らかに近代の造語であるといえよう」と述べている。

## 種類・構造など

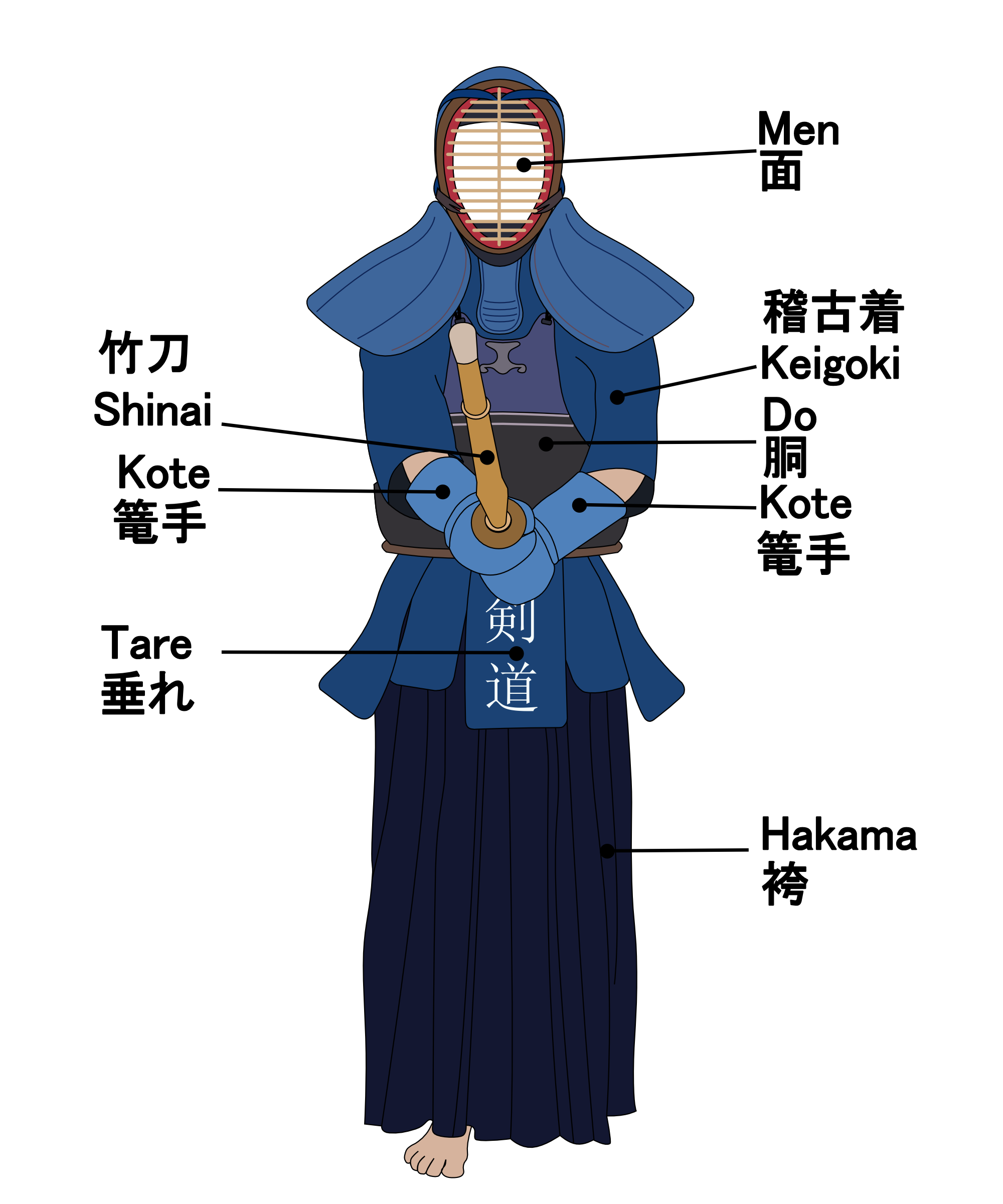
防具の着用

剣道具は、面（めん）・籠手（こて。小手または甲手とも表記する）・胴（どう）・垂（たれ）の4種から成る。なぎなた防具ではこれにすね当てが加わり5種になると共に、小手の様式が剣道用とは幾分違ったものになる。
それぞれの構造や特徴を以下に示す。太字は各部の正式な呼び名である。

### 面

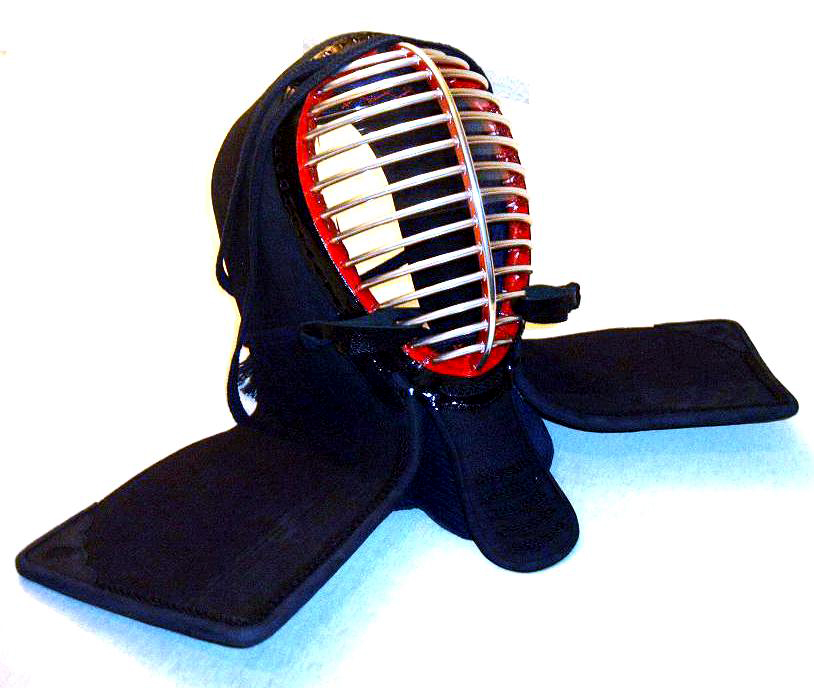
面

- 頭部と喉の保護具。顔面の部分は金属の格子（面金）で保護され、竹刀が顔に刺さらないようになっている。肩から頭頂部にかけては刺し子（面布団）で覆うような造りになっている。喉を保護する部分は突き垂と呼ばれ、突きを受ける部分であることから、特に強固に作られている。突き垂の内側には、さらに突きの衝撃を和らげるための内垂がある。なぎなた用の面は頭を左右に振りやすくするため、面布団が短くなっている。
- 面単体では後頭部を保護できず、また頭髪に接する部分が汗や皮脂によって劣化しやすくなるため、それらの弱点を補う目的で手ぬぐい[注 1]が併用される。
- 面金は、ほぼ顔面の膨らみに沿うように湾曲した形状を持ち、外周部の台輪と縦方向に1本の中金（中ひご）、横方向に14本（少年用の面では13本以下）の横金（横ひご）からなる。材質はかつて鉄や洋銀[3]が主流であったが、後に面の軽量化の観点からジュラルミンなどの軽合金が広く使われ始めた。ただし軽合金製面金は強度的に十分とはいえないため、より高い耐衝撃性を必要とする場合には、比較的低比重ながら強度的に優れるチタン製面金が使われる。
- 面金（横金）の上から6本目と7本目の間（少年用では5本目と6本目の間）の位置は物見（ものみ）と呼ばれ、視界確保のために横金の間隔が他の部分よりもわずかに広くなっている。また、面の内側には、面金を取り巻くように土手状になった部分（内輪）がある。面を着装する際は内輪の下端に下顎を載せ、さらに目の高さを物見の位置に合わせる。
- 面を装着する際は、面紐により面を固定する。面紐の取り方には2通りあり、下から4本目付近の横金に左右一対の乳皮（ちちかわ、又はちかわ）を取り付け1本ずつ紐を取る「下付け」と、中金の頭頂部に長めの乳皮を1本のみ取り付けそこから左右2本の紐を取る「上付け」とに大別される。どちらを用いるかは人によってそれぞれだが、上付けは関西から九州にかけて多い取り方である。なお、なぎなたでは上付けを標準的に使用する。
- 平成9年（1997年）には、物見を中心にして数本の横金を省略し、その部分を透明なポリカーボネート樹脂板で覆った構造の面（商品名：武楯面（むじゅんめん））が長谷川化学工業から商品化された。着装時の視野が広く確保できること、また着装した選手の顔が外から見えることが特徴である。現在では全日本剣道連盟に公認されているが、使用者の数は少なく、2012年（平成24年）に販売終了している。

### 小手

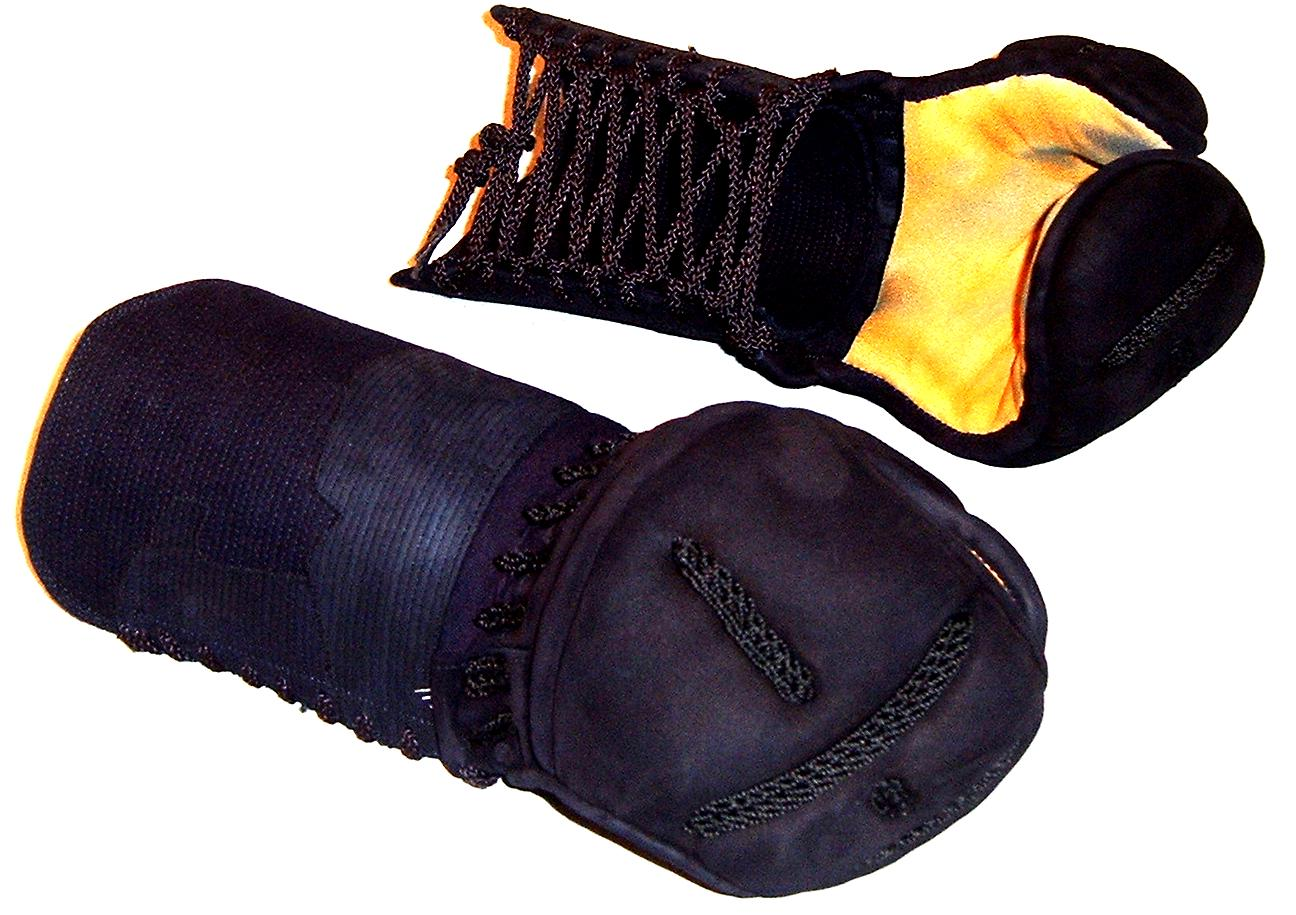
小手

- 手から腕（肘より前）にかけての保護具で、左右一対。刺し子で作られた小手布団（腕を保護）と、鹿革または合成皮革などで作られた小手頭（拳部分を保護）とを主部とし、その両者を筒と呼ばれる強固な部分でつないだ構造を持つ。
- 竹刀や薙刀を握れるように、小手頭の掌側（手の内）は薄い革でできている。また、小手頭の先端部は、親指を入れる部分が他の部分から独立して分かれている。なぎなた用では、さらに人差し指部分も分かれている。
- 少年用などの小手を除いては、手首を保護する目的から、小手頭と筒との間に生子（なまこ）もしくはケラと呼ばれる部分が作られている。小手によってこの部分が1段のものと2段のものがあり、2段は高級に見えるとされるが、機能的には両者ともさほど変わらない。
- 手袋と同じように指部分が5本に分かれた小手もあるが、試合の公平性や安全面から、全日本剣道連盟の公式試合では禁止されている。

### 胴

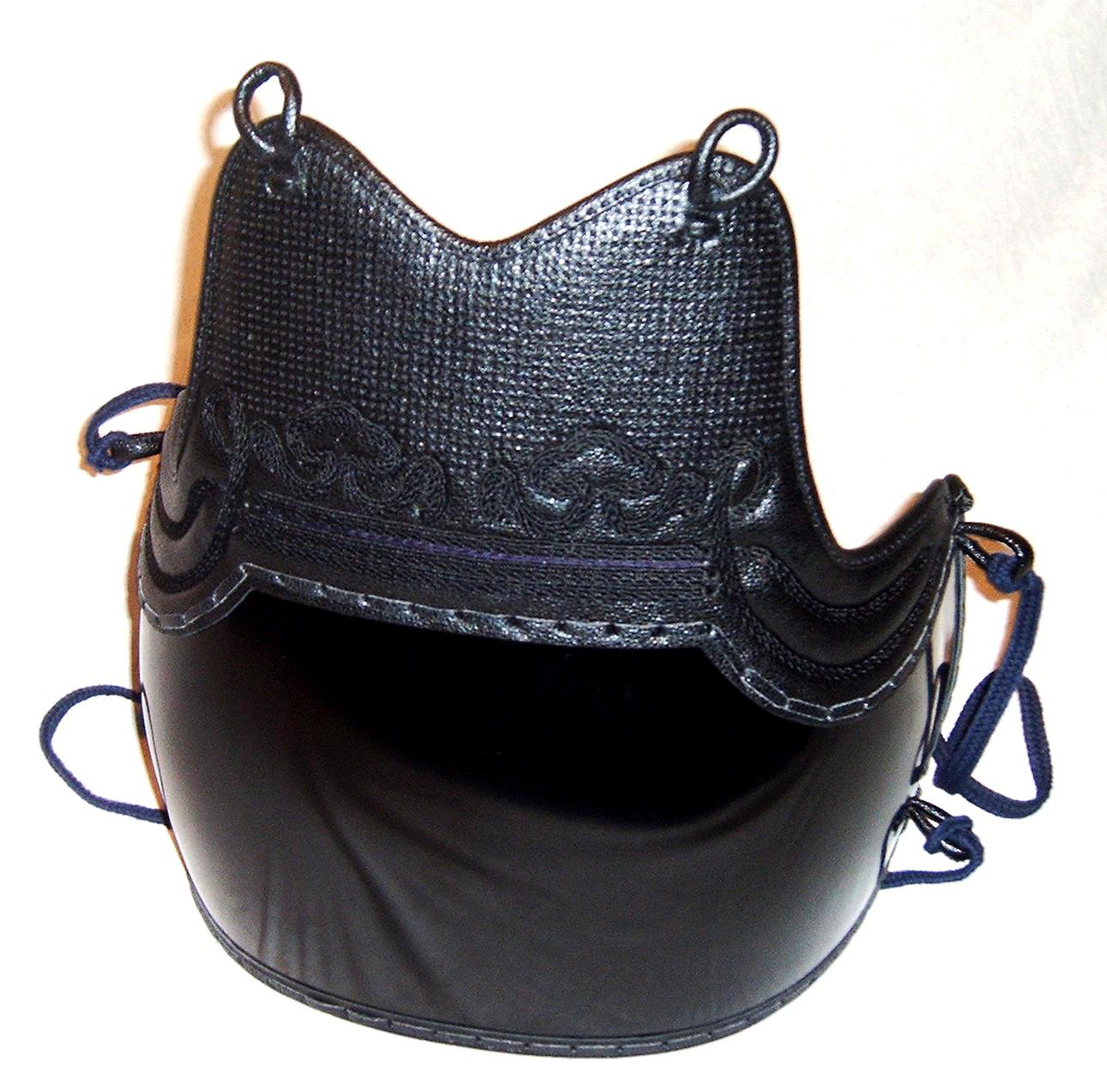
胴

- 胸から腹、腋下にかけての保護具。胸部分（胴胸）は硬い芯材を牛革で覆った構造を持ち、打撃を受け止める腹・腋下部分（胴台）はプラスチックや竹、バルカナイズドファイバー[4]などの非常に丈夫な素材で作られている。
- 竹製の胴台の場合、表面に牛革を張り、その上に漆を塗り重ねて仕上げるのが一般的である[5]。表面の塗りは、色・仕上げ方法共に多種多様であるが、黒色光沢（黒呂）塗りが最も一般的で数も多い。その他、革張りの上から着色をしないもの（生地胴）、竹の表面に直接漆を塗って仕上げるもの、竹の上に鮫皮を張ったもの（鮫胴）などもある。なお、プラスチック製やファイバー製の胴台は、牛革張り・漆塗り仕上げの胴台の様式を模したものとなる。
- 胴胸にはしばしば、雲型や蜀紅[6]（しょっこう）などと呼ばれる伝統的な文様の刺繍が施される[7]。近年は目立つ文様や色遣いを避けたシンプルな「点刺し」[8]が好まれる傾向にある。
- 物自体は剣道となぎなたで共通だが、適正サイズは異なる。打突の衝撃を和らげるための胴体との隙間が剣道では拳1個分なのに対し、なぎなたでは動きやすさを優先させるため指1本分と狭くなっている。

### 垂

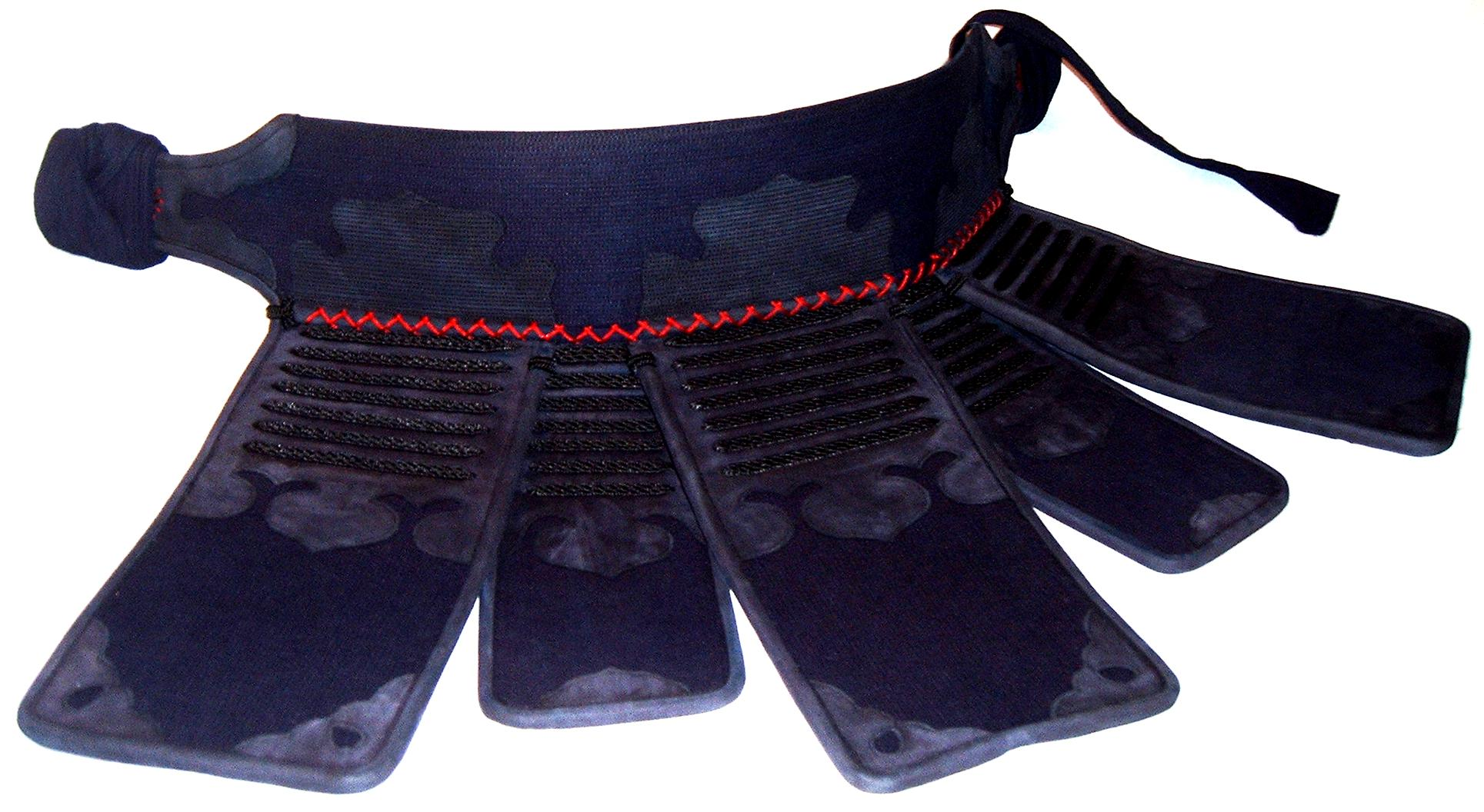
垂

- 腰、局部の保護具。最上部の垂帯と、3枚の大垂・2枚の小垂から成る。他の防具と異なり直接打撃を受けないことから、強固な材質は使われず、全体が刺し子及び布地である[9]。
- 中央の大垂には、自分の所属団体や名前を示す布製または合皮製の名札[10]がはめられる。名札の様式は「紺または黒の地に白文字」と定められており、所属団体名（学校・企業・道場などの名称）もしくは都道府県名を最上部に横書きで、競技者の姓（同一団体内に同姓の競技者が複数いる場合は、識別のため名の頭文字を右下に添える）をその下に縦書きで記すことになっている。書体は楷書や行書・隷書、さらに企業名についてはその企業のロゴタイプを用いている例も見られるが、全日本剣道連盟は「明確に読み取れる名札」を推奨しており、一般的には楷書を用いるのが好ましいとされている。

### すね当て
- すね打ちが有効となるなぎなた固有の防具。左右一対。数本の竹材を紐で連結した構造のもので、これを左右両脚のすね部に巻き付けて使用する。

## 着装の順序
剣道具は、垂・胴・（手ぬぐい）・面・左小手・右小手の順に身に着ける。取り外す場合はその逆の順序である。なぎなたの場合、すね当ては胴を着けた後に着装する。

## 刺しの種類と価格
刺しの種類は、ミシン刺と手刺とに大別される。ミシン刺は1970年代初頭に興ったいわゆる「剣道ブーム」以降に広く普及したものであり、それまでは手刺の防具がごく一般的であった。
価格帯はミシン刺の防具で数万円から数十万円、手刺防具になると10万円程度から100万円を超えるものまである。良質な手刺防具は熟練された職人のもとでしか製作することができず、また布地や藍・皮革・漆等の原材料にも吟味したものが用いられるため、どうしても高価になりがちである。これは高級な剣道防具が伝統工芸品、さらにはその生い立ち故に一種の芸術作品と見なされていることとも無縁ではない。

## 手入れ
直射日光は皮革を劣化させるため、日陰の風通しの良い場所に吊るすなどして干すことが推奨されている。通常の衣類のような方法での洗濯はできず、衛生面・悪臭等の問題が発生している。近年では水洗いできる小手が開発されたほか、特殊技術により防具を洗濯するクリーニング業者も存在するが、あまり普及していない。